# 懷特海峽
懷特海峽（英語：White Strait），是南極洲的海峽，位於羅斯群島地區，處於布萊克島和懷特島之間，由英國探險隊繪入地圖，現時由南極條約體系管理。